# タコメーター

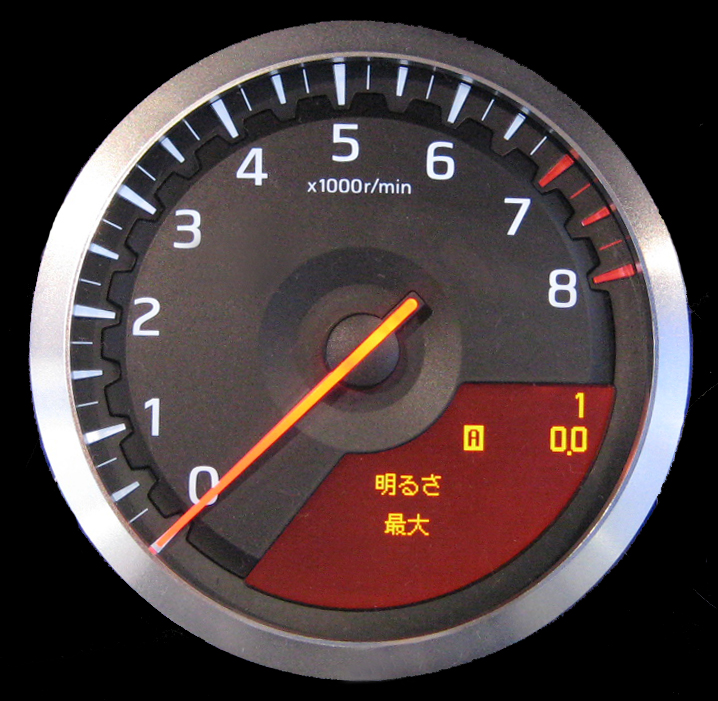
自動車の電子式タコメーター（日産・GT-R）
エンジンの回転数を0-8,000r/minまで計測できる。7,000r/min以上はレッドゾーンとなっており、過回転域であることが示されている。

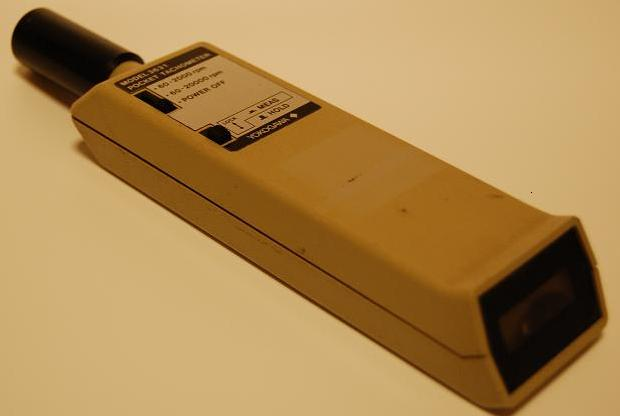
汎用測定器としてのタコメーター
回転主軸に反射シールを貼って計測する。表示はデジタル

タコメーター（アメリカ英語: tachometer、回転速度計）は、機器において軸の回転数（回転速度）を指示する計器、測定器であり、回転計の一種。「タコメーター」はアメリカ英語: tachometer（イギリス英語: revolution-counter、rev-counter、レブカウンター）の日本語表記。tacho（タコ）とは速度を意味するギリシア語: τάχοςに由来する。
エンジン、電動機、発電機などの軸回転が重要な意味を持つ機器に装備され、操作者が現在の回転数を把握するのに用いられる。また、タコメーターを備えない機器の回転数を測定するための汎用測定器としてのタコメーターがある。
しばしばタコグラフ（運行記録計）がタコメーターと混同、誤称される。
以下、自動車、オートバイのタコメーターを中心に記述する。

## 概要
エンジンにとって回転数は運転状況を左右する重要な要素である。回転数の変化によってエンジンのパワー、トルク、レスポンス等の特性は大きく変化してしまう。一般的にエンジンの出力効率が良好なのはパワーバンドと言われる回転数領域に限られ、この領域から外れた運転では十分な出力が得られなかったり、最悪の場合はエンジンが破損する場合もある（特に極端な高回転の場合）。
一方で、自動車およびオートバイなどの車軸を回転させて駆動力とする乗り物では、ゼロから毎分数千回転までと、車軸の回転数が大きく変化する特徴がある。これをカバーするために、ほとんどの自動車、オートバイではエンジンの出力軸と車軸の回転比を変化させる変速装置（マニュアルトランスミッションあるいはオートマチックトランスミッション）を備えるが、それでも出力、速度を細かく制御するためにはエンジン回転数を制御する必要がある。タコメーターは、エンジンを効率よく運転し、出力を極限まで引き出したり（レースなどの競技）、燃料消費率を低く抑えたり（省燃費運転など）するにあたって重要な情報であるエンジン回転数を、ドライバーやライダーに提供するための計器である。
計器としての単位はrpm（revolutions per minute : 回転毎分）またはr/minであるが、そのままの表記の場合、桁数が大きくなりすぎ視認性に劣るため、多くのタコメーターは「×100」や「×1000」のように桁を省略し、文字盤には一桁・もしくは二桁しか記載しない場合が多い。
タコメーターの中には、あらかじめ任意に設定した回転数やメーター既定の回転数に達すると、ワーニングランプ（警告灯）が点灯・点滅する物やブザー（警報）が吹鳴する物もあり、シフトチェンジの合図、過回転（オーバーレブ）警告などに使用される。また、最高回転数を記録する“スパイ針”（指針と共に最大数値まで押し上げられ、指針が戻った後もそこに残る）が装備されている物もある。

## 歴史
自動車の創成期においては、計器はほとんど装備されずドライバーの五感からの情報に頼った運転がされていた。エンジン回転数はエンジン音・振動の大きさの変化から判断されていた。最初にタコメーターを装備した人物は1911年、フランスのコッタン・デ・エグードである。このタコメーターは時計式（クロノメトリック式）と呼ばれるもので、計器に機械式時計を内蔵しており、ワイアによってエンジン回転を引き込み、一定時間に何回転したかをカウントしてメーター針を動かす方式である。
時計式タコメーターは原理上正確であり、現在でも汎用測定器のタコメーターなどでは使用されている方式であるが、時計機構を内蔵することから非常に精巧なものとなり、路面やエンジンからなどの振動の環境が厳しい自動車の計器としては不向きな面もあった。また、機械式時計を使用することからメーターの動きは断続的になり、針が動く間隔は0.5秒から1秒程度が限界であった。さらに、精巧ゆえに非常に高価な装備とされた。
ほぼ同時期にスピードメーターとして遠心力式（ガバナ式）が採用される。スピードメーターとタコメーターは測定する対象が非常によく似ていることから、タコメーターにも同様の方式が導入された。遠心力式タコメーターは、遠心力の大きさが回転数の2乗に比例することを利用した方式である。メーターに伸縮式の回転板を内蔵し、ワイヤで回転させると回転数に比例して、遠心力により回転振が縮まる。回転振の長さを測るアーム（ガバナ）とメーターの針を連動させることにより、針を動かす。遠心力式は構造が単純で、時計式と比べると非常に安価であり、さらに実用上充分な精度を発揮した。そのため、乗用車向けにはこれが主流となる。
1950年代になると、磁気式タコメーターが開発される。磁気式タコメーターは磁石をワイヤによって回転させ、向かい合った金属板を誘導して針を動かす方式である。回転する磁石で電流を発生する原理から、フーコー式とも呼ばれる。磁気式タコメーターは遠心力式に比べて耐久性に優れ、現在でもオートバイのタコメーターなどに採用されている。
1970年代に入ると回転数をセンサによってパルスカウントする、あるいは点火のためイグニッションコイルに印加されるパルス電圧を読み取ってカウントし、カウント量を電圧量に変換して電圧計を動かす電気式タコメーターが開発される。1970年代のオイルショックによって自動車は燃費の低減が最重要課題とされた。燃費を抑えるために、エンジンは燃焼効率の最適化制御が求められることとなる。メーカーの多くは、これを燃料供給と点火の電子制御によって実現したが、最適な燃料供給を行うためにはエンジンの正確な回転数を計測する必要があり、そのためにエンジンの回転を計測するセンサが設けられた。
本来はエンジン制御のための回転センサではあったが、これを利用することで電気式タコメーターは結果的に安価に装備することが可能となった（メーターとしては単なる電流計、あるいは電圧計でよい）。1980年代にはセンサ部分は電気式と同じ構造であるが、メーター部分をデジタル表示とする、デジタルタコメーターが登場する。デジタルタコメーターは一時期流行したが、後述するような理由により現在は針式が主流となっている。

## 構造
現在使用されているタコメーターは、大きく分けて機械式と電気式に分類される。両者の大きな違いは、エンジンの回転を機械的式に読み取るか、電気的に読み取るかである。また、スピードメーターを代用する物もある。

### 機械式タコメーター
機械式タコメーターは、エンジンのカムシャフト回転を歯車で取り出し、ワイヤを用いてメーターまで回転を伝達する方式である。カムシャフトの回転は非常に高速なため、そのまま伝達するとワイヤの寿命が非常に短くなるため、取り出し段階でギアを用いて減速される、アフターパーツなどの後付けタコメーターでは、減速ギア比が規格化されており、減速比を数段階から選択できるようになっている（オートバイ用では歯車比2.4がよく使用される）。
メーター本体は安価なものは磁気式（フーコー式）、精度が要求される高価なものはワイヤ回転を回転センサでパルスカウントする電子式が使用される。なお、2ストローク機関などカムシャフトが存在しないエンジンなどではクランクシャフトから直接回転を取り出すものもあったが、現在、このような場合は電気式を採用するためほとんど見られなくなった。

### 電気式タコメーター
電気式タコメーターはイグニッションコイルへの印加電圧を電気的にカウントし回転数として表示する方式であり、機械式のようにエンジン本体側に大掛かりな仕掛けが必要ないため後付けタコメーターによく使用される。通常カウントには高電圧かつ波形の崩れが大きいイグニッションコイルの2次側ではなく、1次側の電圧（点火パルス）が使用され、エンジンの気筒数によってカウントと回転数の対応が変化する（4ストロークの4気筒であれば4カウントで2回転）ため、後付け用のタコメーターには気筒数選択用のスイッチが備えられている。メーター本体には点火パルスをカウントする電子回路が内蔵される。
同じく電気式タコメーターとして、ECUから回転数を得て指示する方式がある。ECUはエンジン制御のためにクランク角センサ（ロータリーエンコーダー）からの信号を元に回転数を計測しており、この計測結果を電流量、あるいは電圧量に変換してタコメーターに供給しタコメーターを作動させる。メーター本体は単なる電流計、あるいは電圧計である。
現在ではほとんどの自動車は電子制御エンジンを採用しているため、純正タコメーターにはこの方式が採用される。また、ECUで計測されたエンジン回転数はデジタル量であるため、デジタルデータを出力することが容易であり、デジタルタコメーターに向いている。

### デジタルタコメーター

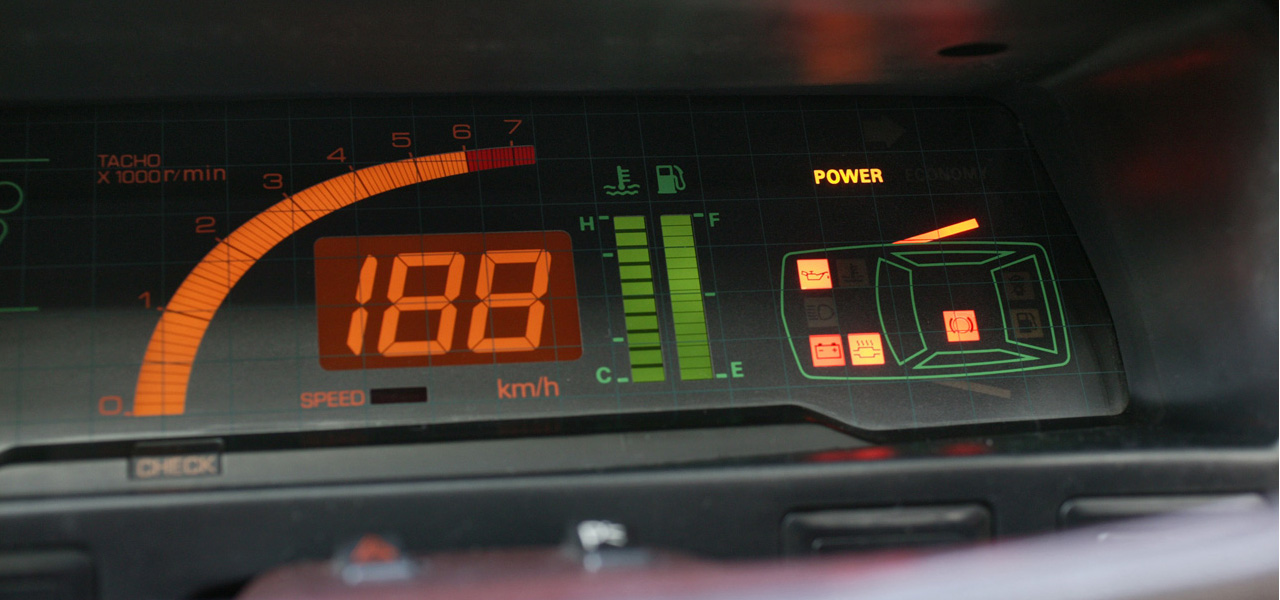
デジタル式のタコメーター（三菱・コルディア）
100r/minごとに1つの目盛りが点滅することで、回転数がバーグラフ式に0-7,500r/minまで表示される。また、目盛りの幅と長さを回転数が高くなるに従って小さくすることで、低回転域での視認性を確保している。

デジタルタコメーターは、タコメーターの表示部分によるバリエーションのひとつである。メーターのデジタル化は、1970年代にスピードメーターを初めとするほとんどの計器で始まったが、スピードメーターなどで採用されたセグメント表示器を使用した数値表示方式は、タコメーターには向いていなかった。
バーが弧を描くように配置された回転計は短時間に大きく数値が変化するために読み取りが困難で、また回転数は上昇中であるのか・下降中であるのかといった情報がドライバーには重要であるが、その判定が困難であったためである。このため、デジタルタコメーターは発光ダイオードをバー状、あるいはグラフ状に並べて順番に点灯させ、バーが伸び縮みして表示されるバーグラフ式が採用された。バーグラフ式はのちに、表示デバイスを液晶として一部車種に採用された。しかし、バーグラフ式では良好な視認性を確保するのに比較的大きなメーター面積が必要なこと、視認性では針式よりも勝る部分はなかったこと、そしてなによりも『目新しさ』以外の実用上のメリットがなかったことから、主流にはならなかった。2013年現在、弧状のデジタルメーターを採用している車種はなくなったがタコメーターを真円または楕円にしたデジタルメーターを採用した車種は存在している。
レーシングカーでは薄く軽量で機械的稼働部を持たない点がメリットとなり、回転数の値によって表示レンジを可変として、ドライバーが回転数をより正確に把握できるようにした可変式のデジタルタコメーターが開発され、各種レーシングカーに採用されている。

### ステッピングモーター式タコメーター
電気式タコメーターは、パルスカウント式、ECU信号式のいずれの場合もメーター本体は電圧計または電流計が使用されてきたが、これらのメーターは電磁誘導による力とリターンスプリングの力をバランスさせることで指示を行う。したがって、これら2種類以外の外力（車両の旋回による遠心力など）が加わった場合、力のバランスが崩れ、指示位置が狂う、針が振動して読み取りが困難になる、などの問題が存在した。この問題はレースなどの過酷な使用環境で深刻であり、これの解決のために、1990年前後からステッピングモーターを使用した針式のタコメーターが登場している。リターンスプリングや指針の微振動を抑えるダンピング機構を持たないため、指針のオーバーシュートやアンダーシュートが原理的に生じない。指針の移動中であっても極めて正確に回転数を示し続けることができる。
ステッピングモーターは軸の位置を電磁力で常に保持するもので、モーター回転子の質量に比べ指針の質量が充分小さいため、外部からの振動や遠心力では針の位置は狂わない。一方でステッピングモーターを作動させるには、駆動電源として電圧等のアナログ量ではなく、位相が異なる複数の駆動パルスを与える必要があり、駆動パルスを生成するためのデジタル回路による制御が必須となる（したがって、ステッピングモーター式メーターは針式ではあってもアナログメーターではなく、デジタルメーターの一種である）。しかし、電子回路による制御は高速化が容易なため、電圧計/電流計方式と比較してもはるかに高速でメーターを作動させることが可能である。指示が正確で、かつ高速に動作するステッピングモーター方式は従来の電子式と比較し全ての性能において勝っているが、反面、モーター本体、制御用の電子回路を含め、構成部品にコストがかかり、登場当時は非常に高価な機器となった。
その後、一般家電にステッピングモーターが広く普及し、部品が安価に供給可能となったため、一般のアフターマーケット向けのタコメーターも販売されている。電子回路を内蔵しており、エンジンの回転数検出には電気式タコメーターと同じく点火パルスを用いる。気筒数選択スイッチを持つことも電気式タコメーターと同様である。なお、ステッピングモータ式のメータは、針を制御回路によって自由に動かすことができる。これを利用し実用目的以外のギミック的な要素を入れることが容易であり、一般向けのタコメーターでは、起動時にいったん針がフルスケールまで振り切ってからゼロ位置まで戻る機能（これは、航空機においてサバイバビリティに直結するようなアナログ計器類を、機体起動時にチェックするように採用されていた機能のフェイク）、または、クラシックカー時代の時計式タコメーターの動きを模して、針の移動を1秒程度の間隔で間欠的に行う機能などが見られる。

### スピードメーターを代用する物
手動変速のクルマの変速ギアごとのレブリミットがスピードメーターの文字盤に刻まれている物がある。正確な回転数は読み取れないが、オーバーレブを防止するための計測器として役立つ。速度とエンジン回転数は正比例するためこの方法が成り立つが、停車時のエンジン回転数の計測は出来ない。

## 装備としてのタコメーター
1960年代頃までは高価なオプション、あるいは競技用、スポーツ走行用の計器とされていたタコメーターではあるが、電気式タコメーターと電子部品の低価格化によって安価に提供できること、メーターデザイン上の見栄えの向上、もしくはステータス性の向上の効果があることなどから、さまざまな価格帯の車両にも搭載されるようになった。
現代ではリムジンやショーファードリブン以外では当たり前の装備となり、運転を楽しむ方向性を持つドライバーにとっても是非ともほしい装備となっている。フルBセグメント以下でなおかつ非スポーツ系の実用型小型ハッチバック（軽自動車を含む）および小型実用セダンにもスポーツ系以外のグレードにも装備するようになった。しかし、これとは正反対に三菱・ランサーセダン（2007年後期以降のモデル、現在既に絶版）やトヨタ・カローラアクシオ/カローラフィールダーの各ガソリン車（2019年8月以降のモデル）、2000年代後半以降のダイハツ・ミラシリーズ（ミラカスタムとミラココアの一部グレードは除く。特に無印ミラはOEMのスバル・プレオを含む2013年前期以降の車種整理後の乗用モデルに限定される）のようにマイナーチェンジや一部改良、仕様変更などにおいて全車、もしくはスズキ・MRワゴン／日産・モコ（いずれも2代目モデル以降）、トヨタ・パッソ／ダイハツ・ブーン（いずれも2代目モデルのみ）、トヨタ・ライトエース／タウンエーストラック（2008年以降のモデル）、トヨタ・カムリ／ダイハツ・アルティス（カムリは9代目日本市場向けモデル以降、アルティスは4代目以降）、トヨタ・ポルテ（2代目以降）、ホンダ・アコード（V6エンジン搭載車を除く9代目モデル以降）、マツダ・キャロルなどのようにフルモデルチェンジなどにおいて全車、タコメーターがそれぞれ廃止される場合もある。
しかし、実用性を重視するドライバーにとっては視認性のしやすさを前提とし、アナログ式やデジタル式に関係なくスピードメーターの盤面のサイズをより大型化し、他は水温計などの針式の計器を極力排除することが好まれ、それまで全グレード標準装備であったタコメーターを一部のグレードを除きフルモデルチェンジで省略した軽自動車や軽自動車以外のコンパクトカーも存在する。また、一部の商用車などのコスト優先の車両の場合にはまず先行的に省略される装備でもあるが、ホンダは商用車でもタコメーターを標準装備とし、トヨタや日産も一部のカーゴ型商用車でもそれぞれタコメーターを標準装備としているほか、更にホンダのハイトワゴン型軽ボンネットバンであるN-VANも全車にタコメーターが標準装備としている（2020年3月現在、新車として販売されている一連の軽商用車としては唯一の事例）。
つまり、タコメーターは法律上必要な装備ではなく、タコメーターを排除したり、故障により動作しない状態であっても整備不良となることはなく、車検にも影響はない。
これらタコメーターのない車を自動車を趣味とする者が使用するときのオプショナルパーツとして、後付けタコメーターもカー用品店で販売されている。また近年では、一部の後付けタコメーターに限り、配線をほとんど加工することなく、故障診断コネクターにカプラーオン（ワンタッチ）で取付けできる製品も登場している。
一方で、回転パルスが微弱で検知できないなどの理由から（特殊な配線パーツを使う場合を除き）タコメーターが装着不可能とされている車種も存在する。

### 競技・スポーツ装備

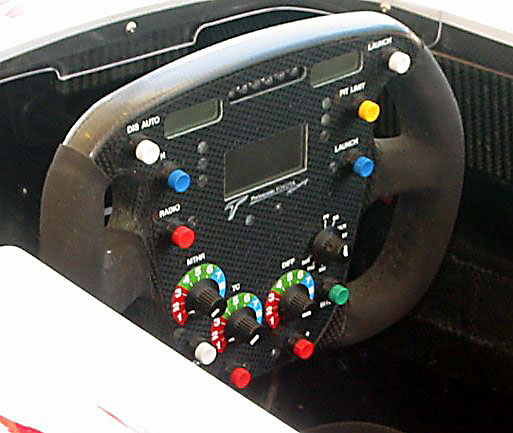
拡大表示されたタコメーター (F1)
エンジン回転数が上昇すると作動し、ステアリング上面のランプが点灯する。近年のF1のエンジンは回転数が19,000-20,000rpmに瞬時に達するため、拡大表示が用いられる。

マニュアルトランスミッション全盛の当時では、ギアチェンジのタイミングを計るのに有効な計器であったが、当時から乗用車の日常使用レベルで必須とされていたわけではなく、スピードメーターの文字盤に各ギアのレンジを表記することで、タコメーターの代用とすることも多かった。必須とされたのは競技などのスポーツ目的での運転であり、特にレーシングカーではドライバーがスピードを知る意味はあまりなく、当初よりタコメーターのみを装備していた。これは現在でも同様である。
レーシングカーに針式のタコメーターを装備する場合、パワーバンドの領域が最も見やすい真上にくるように、表示面を故意に傾けて装備する場合がある。これを模して、乗用車やオートバイの装備でもタコメーターを傾けるドレスアップがある。
競技車両用のなかには、文字盤の目盛りにパワーバンド以下を省略したものがある。これは、限りある指針の指示角度をパワーバンド中心に展開したものであり、拡大表示とよばれる。この場合、エンジン回転数がパワーバンドに達するまでは、計器として作動しない。
法的な規制がないことから競技用のタコメーターを公道で使用しても問題が無いため、レーサーレプリカであるスズキ・RG250ガンマには3,000rpm以下では動作しない（スケールがない）タコメーターが演出として装備されていた。

### オートマチック車の装備
コンパクトカーや軽自動車はエンジンのパワーが基本的に非力であるため、高速道路走行などでは高回転域を多用しがちである。そのような場合、エンジンの回転数を上げ過ぎないための指標としての存在意義がある。また、自動変速機の段数が充分ではなく、変速比の段間差が大きいため、高速走行にてシフトダウンする際にエンジンを過回転させない指標にもなる。CVTでない自動変速機で、意図的に手動にてシフトアップ（L→2→D"O/D OFF"→D"O/D ON"）する場合も価値がある。
運転を楽しむための『スポーツ系』に分類される乗用車では、手動変速機や手動モードつき自動変速機が多く、変速タイミングの指標ともなる。通常の公道での走行ではエンジンからの音に変速のタイミングを頼る人が多いが、近年ではエンジンが静音型に改良されているので、車内でオーディオを聞きながら運転しているときには便利である。

### エコラン装備

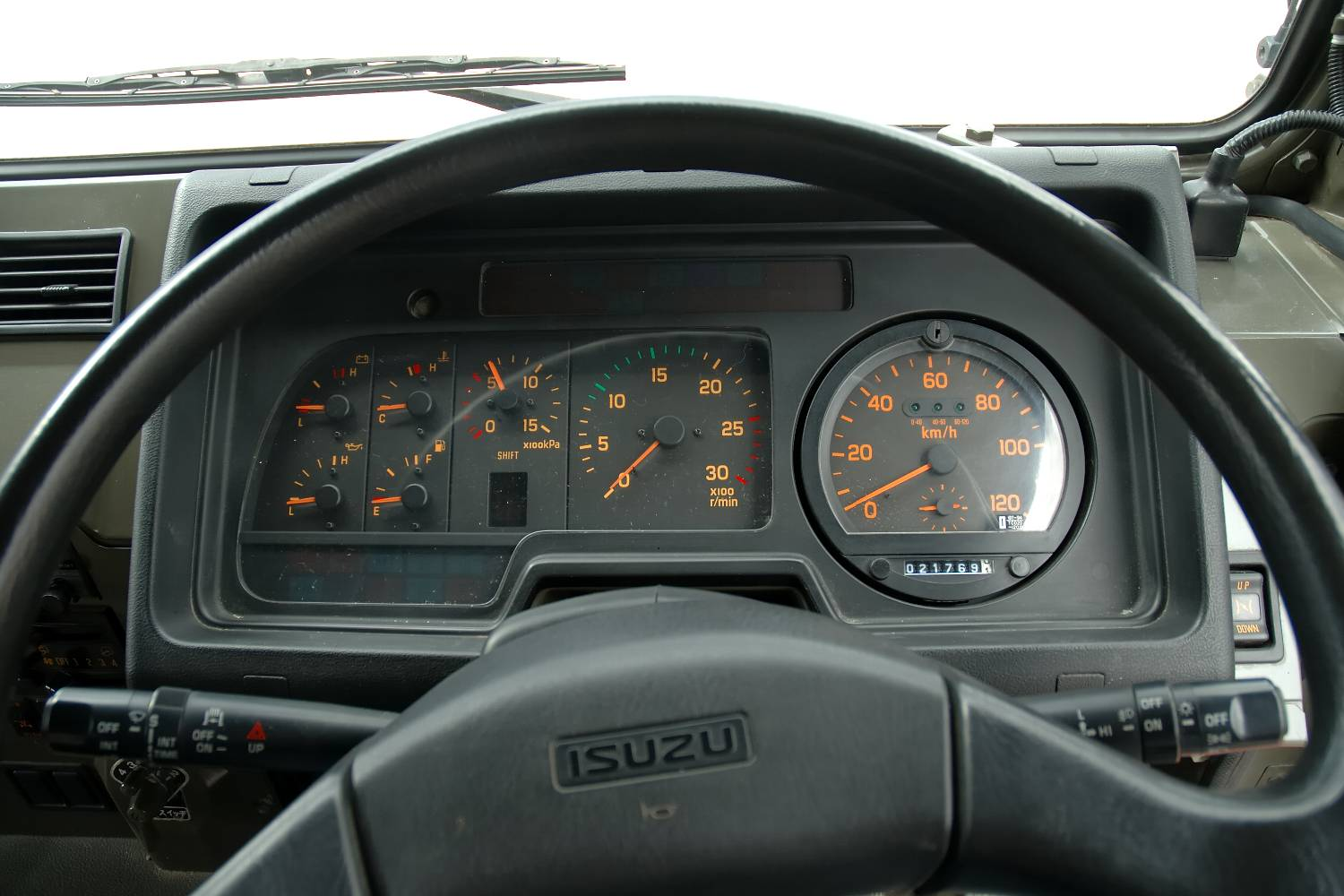
トラック（73式大型トラック）のタコメーター（計器盤中央）

経済走行を心がけるドライバーが、不必要にエンジンを高回転させて燃料を浪費したりしないための指標として使うこともある。また旧式車両において、燃費を向上させるテクニックの手助けとなる計器として使用される。現在ではECUによって統合的に管理されているため、ドライバーはあまり意識をする必要はなくなった。また近年は燃費特性の良い回転領域を保てるように、センターパネルの液晶に具体的なアドバイスを表示する車両もある。
バスやトラックなどの、ディーゼルエンジンを持つ商用の大型自動車の文字盤には、トルクバンドが緑色で示されていることがある（→#グリーンゾーン）。最大トルク発生回転数が、最大燃費効率回転数と一致することから、省燃費運転の指標とされる。この範囲より回転数が高くなったりレッドゾーンに達した場合、警告音やランプの点灯を行って運転者に知らせる機能を持つ製品もある（たとえば三菱ふそうのバスは、不経済走行と書いてあるランプが点灯し警告音が鳴る）。この警告機能はデジタルタコグラフと連動させているものも存在する。

## ゾーン

### レッドゾーン
タコメーターの文字盤には、エンジンの過回転域を赤色で示してある場合が多く、この領域をレッドゾーンという。
レッドゾーンを指し示す状態でエンジンを回転させ続けると、エンジン内部の部品に過大な負荷をかけ、最悪の場合はエンジンブロー（エンジンの破壊）に至る。具体的には、オーバーヒートの熱変形によるヘッドガスケットの吹き抜けや油膜切れ、ピストンの焼きつき、かじり、軸受を含む各摺動部の抱きつき（固着）、折損したコンロッドによるシリンダーブロックの破壊（脚を出す）などが起こる。
ECUによる電子制御エンジンなど、過回転によるエンジンの損傷を防ぐためにレブリミッターと呼ばれる過回転抑制のための機能が備わっている場合があるが、レブリミッターが作動する回転数は車種によって異なり、レッドゾーンに突入する回転数がレブリミッターの作動回転数と一致しているとも限らない（車種によってはレッドゾーン始点から1,000 rpm 以上上がらないと作動しないものもある）。
なお、一部の自動車やオートバイでは、タコメーターを持たない代わりに、スピードメーターにトランスミッションの各ギアごとの守備範囲が示されているものがある。シフトアップをしないままこの許容速度を超える、または、許容速度以上でシフトダウンするとオーバーレブの危険性があることを、タコメーターを用いることなくドライバーに示す工夫ともいえる。エンジン回転数と各ギアにおける駆動軸の回転数の関係は変わらないため、タイヤの外径が変わっても（実速度が表示速度に反映されなくなっても）この表示は有効である。

### イエローゾーン
レッドゾーンの手前に、警告域として黄色のイエローゾーンを配する例もかつて多かったが、2020年代現在では一部のスポーツカーに見られる程度である。
360cc時代の軽スポーツカーにおいては、かなりの高回転型エンジンを搭載し低回転域が実用的でなかったため、低回転側にもイエローゾーンを設定した例がある。

### グリーンゾーン
省燃費となる回転域を緑で塗ったもの（#エコラン装備の節で前述）をグリーンゾーンと称し、2t以上のトラックやバスでよく見られる。

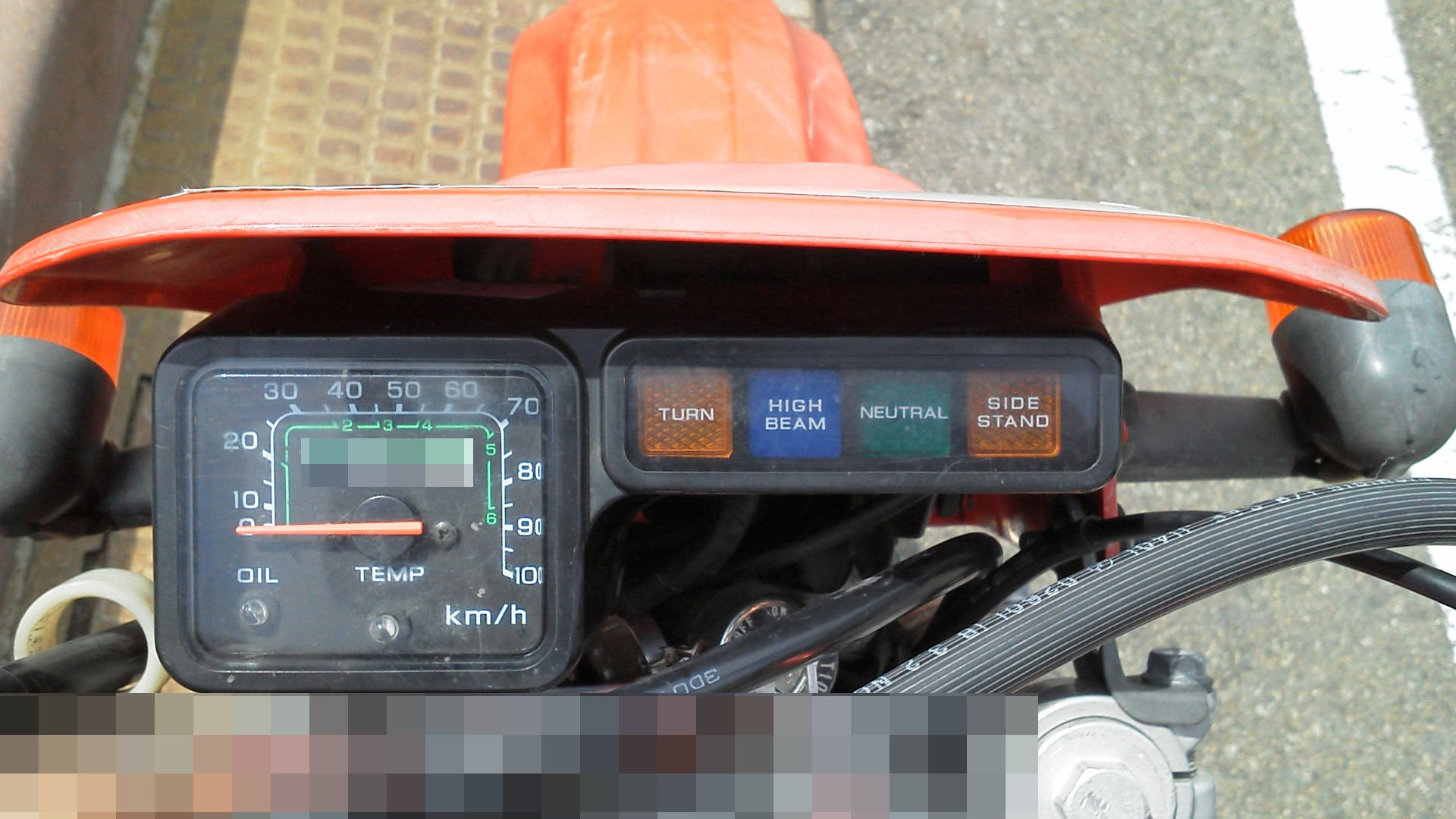
CRM80の速度計及びインジケータユニット。各ギヤごとの許容範囲が示されている。